# Drosophila constricta
Drosophila constricta este o specie de muște din genul Drosophila, familia Drosophilidae, descrisă de Toyohi Okada și Carson în anul 1983. Conform Catalogue of Life specia Drosophila constricta nu are subspecii cunoscute.